# Jan Kurzątkowski
Jan Kurzątkowski (ur. 23 marca 1899 w Radomiu, zm. 3 marca 1975 w Warszawie) – polski projektant mebli, architekt wnętrz, współzałożyciel Spółdzielni Artystów ŁAD, artysta plastyk, przez wiele lat związany z ASP w Warszawie.

## Życiorys
Urodził się 23 marca 1899 w Radomiu, w rodzinie Apolinarego Ignacego i Julii z Bońkowskich. Jego bratem był grafik i malarz Juliusz Kurzątkowski (1888–1952). Od 1919 studiował na Wydziale Architektury Wnętrz w warszawskiej Szkole Sztuk Pięknych. W 1926 był współzałożycielem Spółdzielni Artystów ŁAD. W 1928 został asystentem prof. Wojciecha Jastrzębowskiego w Pracowni Kompozycji Brył i Płaszczyzn Szkoły Sztuk Pięknych, równolegle został wykładowcą w Miejskiej Szkole Sztuk Zdobniczych i Malarstwa. Od 1936 prowadził na warszawskiej Akademii Sztuk Pięknych wykłady z kompozycji brył i płaszczyzny. Podczas okupacji aktywnie angażował się w konspiracyjną działalność Miejskiej Szkoły Dokształcania Zawodowego.
W 1945 został powołany do Rady Artystycznej w Związku Polskich Artystów Plastyków, równocześnie powrócił do pracy pedagogicznej w Wydziale Architektury Wnętrz ASP w Warszawie (w latach 1957–1958 był dziekanem Wydziału). Od 1949 współpracował z Biurem Nadzoru Estetyki Produkcji (od 1950 Instytut Wzornictwa Przemysłowego), był autorem projektów form szklanych, zabawek i mebli. W 1952 uzyskał tytuł profesora, a trzy lata później został kierownikiem Pracowni Mebla Akademii Sztuk Pięknych. Również w 1955 został profesorem zwyczajnym i kierownikiem Katedry Projektowania Wnętrz. 
Jan Kurzątkowski był stałym uczestnikiem komisji artystycznych powoływanych w Związku Polskich Artystów Plastyków, Polskim Stowarzyszeniu Plastyków, Instytucie Wzornictwa Przemysłowego, Ministerstwie Kultury i Sztuki.

## Twórczość
W swej twórczości Jan Kurzątkowski zajmował się przede wszystkim meblarstwem i architekturą wnętrz. Innymi obszarami jego działalności było szkło użytkowe oraz papieroplastyka (był m.in. wykonawcą licznych zabawek choinkowych).

## Ordery i odznaczenia
- Krzyż Kawalerski Orderu Odrodzenia Polski (11 lipca 1955)[5]
- Złoty Krzyż Zasługi (22 lipca 1952)[6]
- Medal 10-lecia Polski Ludowej (19 stycznia 1955)[7]
- Złota Odznaka honorowa „Za Zasługi dla Warszawy” (1956)

## Nagrody
- wyróżnienie Podkomitetu Literatury i Sztuki Nagrody Państwowej za działalność artystyczną w dziedzinie meblarstwa (1955)[8]